# Ernie Vandeweghe
Ernest Maurice Vandeweghe jr., detto Ernie (Montréal, 12 settembre 1928 – Laguna Beach, 8 novembre 2014), è stato un cestista canadese, professionista nella NBA.
Era il padre di Kiki Vandeweghe ed il marito di Colleen Kay Hutchins, Miss America nel 1952.

## Carriera
Venne selezionato dai New York Knicks nel Draft BAA 1949.

## Palmarès
- NCAA AP All-America Third Team (1949)